# Atatürk-Museum

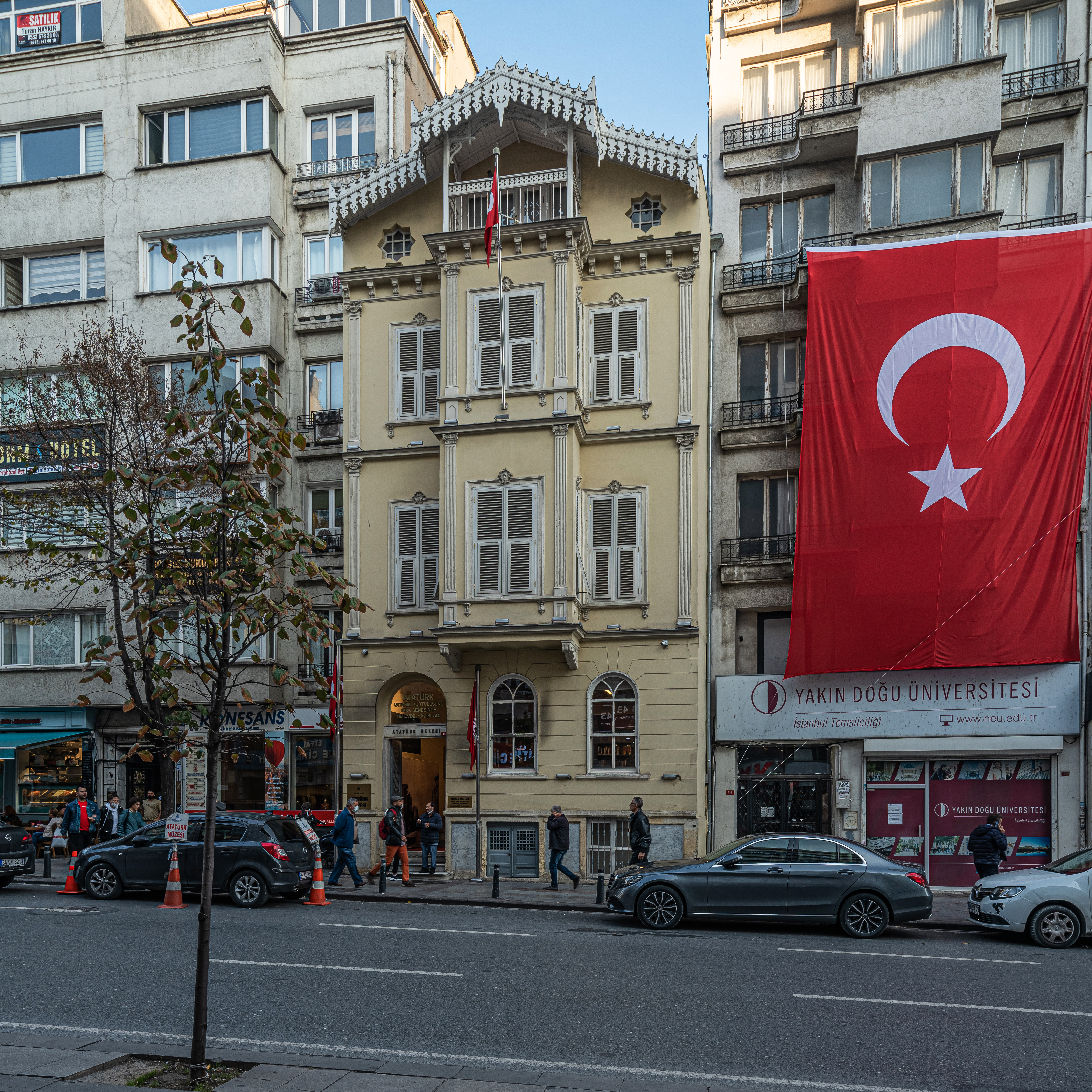
Das Atatürk-Museum (2021)

Das Atatürk-Museum (türkisch Atatürk Müzesi) ist seit 1942 ein historisches Museum, das dem Leben von Mustafa Kemal Atatürk gewidmet ist, dem Gründervater der Türkei. Es befindet sich im Bezirk Şişli auf der europäischen Seite von Istanbul.
Es befindet sich in einem 1908 erbauten dreistöckigen Haus. Mustafa Kemal mietete das Haus, nachdem er von der syrischen Front zurückgekehrt war, und lebte dort mit seiner Mutter Zübeyde, seiner Schwester Makbule und dem adoptierten Sohn Abdurrahim. Er lebte dort bis zum 16. Mai 1919, dem Tag, an dem er auf dem Schiff Bandırma nach Samsun fuhr, auf seinem Weg zum Hauptquartier der Aufsichtsbehörde der neunten Osmanischen Armee in Erzurum. Das Haus wurde 1928 von der Stadtverwaltung von Istanbul gekauft, und einige von Atatürks persönlichen Habseligkeiten wurden dort aufbewahrt. Am 15. Juni 1942 wurde das Haus in ein Museum umgewandelt und als Atatürk-Revolutionsmuseum für Besucher eröffnet.
Das Museum beherbergt persönliche Dinge von Atatürk wie Kleidung und Sammlungen, ferner historische Dokumente, Fotografien und Gemälde aus seiner Lebenszeit.